# True Star: A Private Performance
True Star: A Private Performance — мініальбом співачки Бейонсе, випущений у 2004 році.

## Список композицій
1. «Wishing On A Star» (Бейонсе) — 4:07
2. «Naive» (Бейонсе & Solange Knowles featuring Da Brat) — 3:45